# Torsten Breuer
Torsten Breuer (né en 1954 à Norderney) est un directeur de la photographie et compositeur de musique de film allemand.

## Biographie
Il travaille comme directeur de la photographie depuis la fin des années 1980. Il remporte le Deutscher Kamerapreis en 2011 pour Jerry Cotton.

## Filmographie

### Compositeur

#### Cinéma
- 1991 : Allein unter Frauen
- 1992 : Kleine Haie
- 1994 : Les nouveaux mecs
- 1994 : Sunny Side Up

#### Courts-métrages
- 1990 : Unter Freunden
- 1993 : Dogs on Wheels

#### Télévision
Téléfilms
- 1995 : Wir zusammen allein mit dir
- 1996 : Und morgen fängt das Leben an
- 1997 : Alte Liebe, alte Sünde
- 1998 : Dating Game
- 1998 : Zur Zeit zu zweit

### Scénariste

#### Cinéma
- 1984 : Lettow-Vorbeck: Der deutsch-ostafrikanische Imperativ

### Directeur de la photographie

#### Cinéma
- 1992 : Mercedes mon amour
- 1993 : Making Up!
- 1997 : Bandits
- 1999 : Annaluise et Anton
- 2004 : Before the Fall
- 2006 : Schwere Jungs
- 2008 : La vague
- 2009 : Die Perlmutterfarbe
- 2009 : Ma belle-famille en Italie
- 2010 : Jerry Cotton
- 2010 : Nous sommes la nuit
- 2012 : Türkisch für Anfänger
- 2013 : Buddy
- 2013 : Whisper : Libres comme le vent
- 2014 : Rico, Oskar und die Tieferschatten
- 2015 : Whisper 2
- 2017 : Bullyparade: Der Film
- 2018 : Jim Knopf und Lukas der Lokomotivführer

#### Courts-métrages
- 1989 : Nathalie
- 1989 : Ruf der Sirenen
- 1990 : Rendezvous in Schwarz
- 1991 : Lautlos
- 1997 : Scarmour
- 1997 : Xperiment
- 1999 : Dolphins

#### Télévision
Séries télévisées
- 1996 : SK Babies
- 2001 : Ein unmöglicher Mann
- 2003-2007 : Kommissarin Lucas
- 2012 : Police 110

Téléfilms
- 1995 : Brüder auf Leben und Tod
- 1995 : Wir zusammen allein mit dir
- 1997 : Busenfreunde
- 1998 : Busenfreunde 2 - Alles wird gut!
- 1999 : Le masque du tueur
- 2002 : Operation Rubikon
- 2003 : Affäre zu dritt
- 2003 : Weihnachtsmann über Bord!
- 2004 : Mein Weg zu dir heißt Liebe
- 2005 : Liebe Amelie
- 2011 : Die Tote im Moorwald